# مالك جيفرسون
مالك جيفرسون (بالإنجليزية: Malik Jefferson) هو لاعب كرة قدم أمريكية أمريكي، ولد في 15 نوفمبر 1996 في مسكيت في الولايات المتحدة.